# Batilly-en-Puisaye
Batilly-en-Puisaye település Franciaországban, Loiret megyében. Lakosainak száma 106 fő (2022. január 1.). Batilly-en-Puisaye Champoulet, Bonny-sur-Loire, Lavau, Dammarie-en-Puisaye, Faverelles és Thou községekkel határos.

## Népesség
A település népességének változása:
| Lakosok száma | 164  | 122  | 95   | 107  | 113  | 114  | 116  | 114  | 111  | 106  |
|               | 1968 | 1982 | 1990 | 2006 | 2013 | 2015 | 2017 | 2019 | 2020 | 2022 |